# Tibouchina granulosa
Tibouchina granulosa là một loài thực vật có hoa trong họ Mua. Loài này được (Desr.) Cogn. miêu tả khoa học đầu tiên năm 1885.

## Hình ảnh

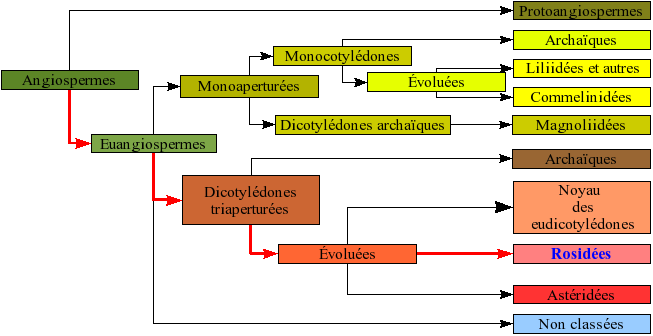
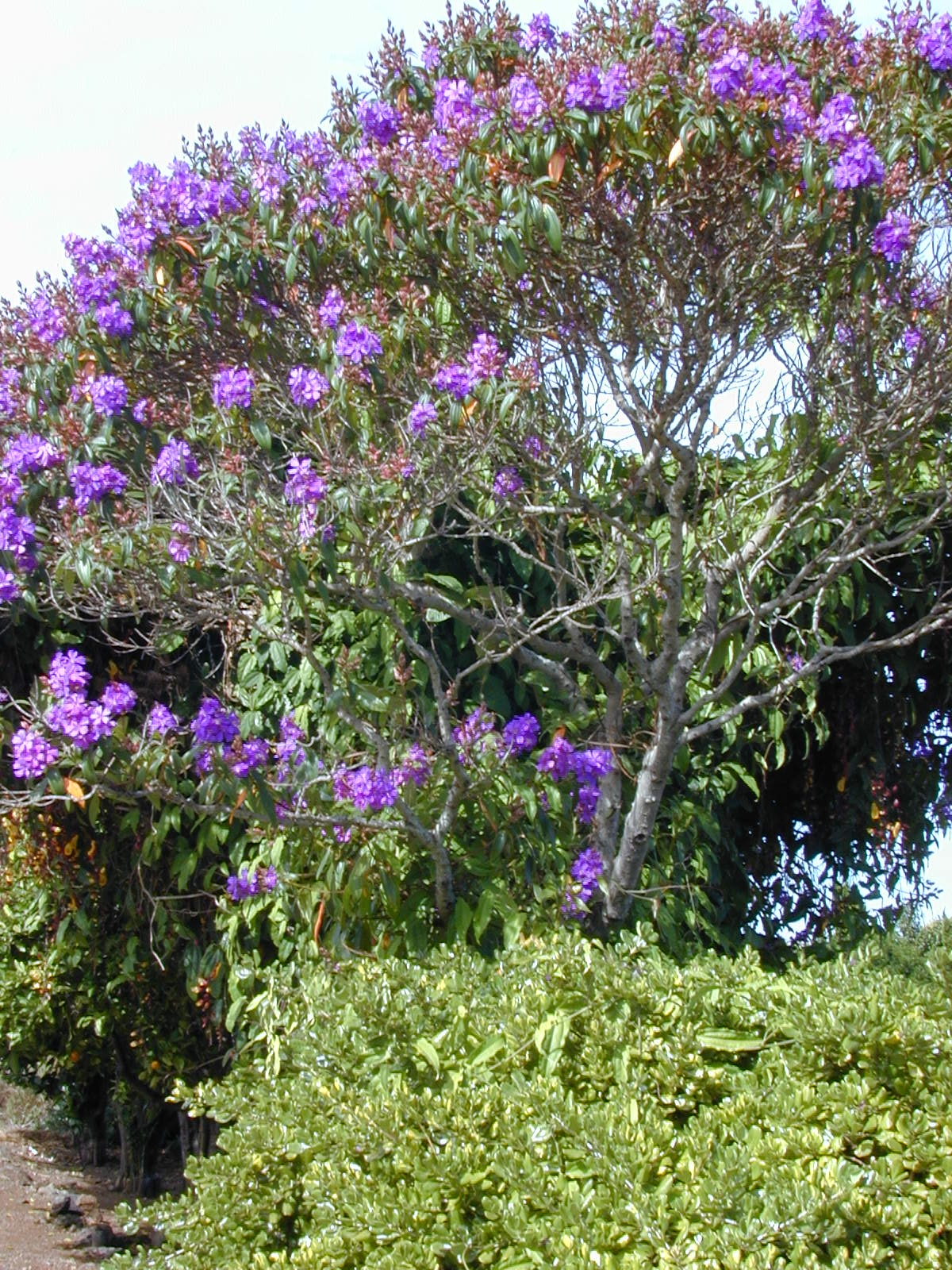
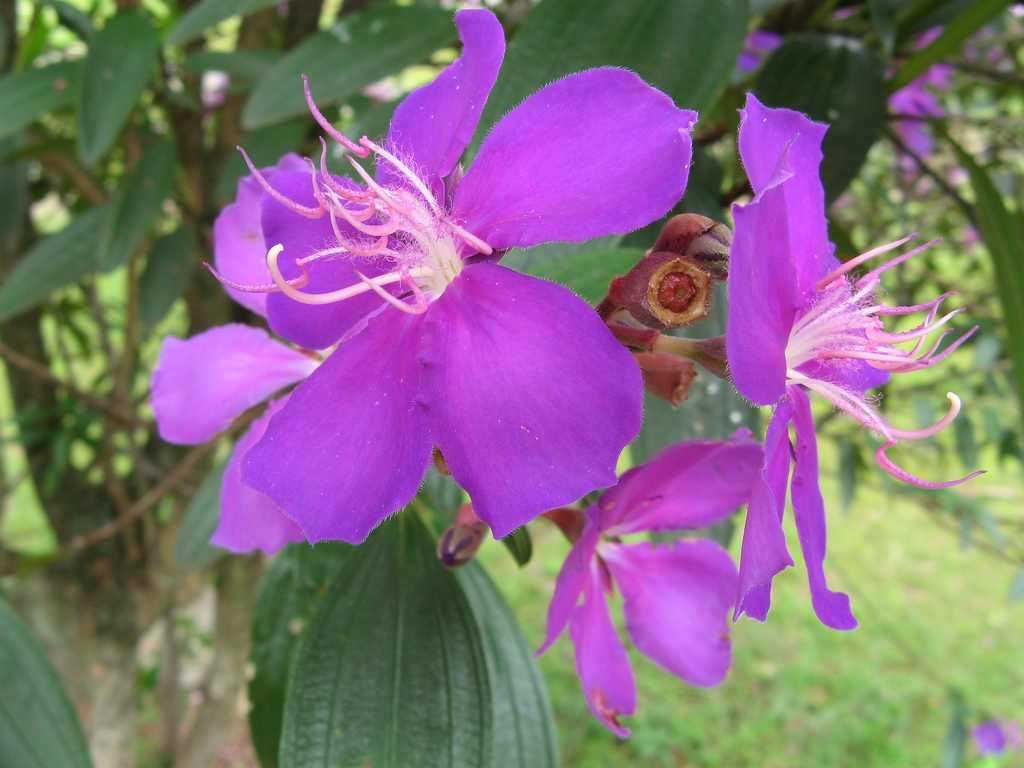
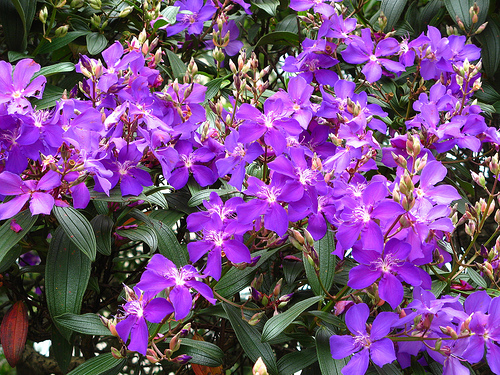